# Salem (Oregon)
Salem è una città di 173 442 abitanti degli Stati Uniti d'America, capitale dello Stato dell'Oregon e capoluogo della contea di Marion. La città è situata nella fertile Willamette Valley, una delle regioni agricole più produttive del mondo.

## Etimologia
Il nome "Salem" deriva dall'arabo salam e dall'ebraico shalom, entrambi col significato di "pace". La città ha anche il soprannome di Cherry City ("città delle ciliegie"), per l'importanza della produzione locale di ciliegie.

## Storia
I nativi americani chiamarono questo luogo Chemeketa, che significa "luogo di riposo o di incontro". Il nome è rimasto nel locale "Chemeketa Community College".
Il primo insediamento bianco nella zona fu la missione del reverendo Jason Lee nel 1840. Nel 1842, i missionari istituirono l'Oregon Institute (dal quale poi nascerà la Willamette University) e nel 1844 la missione fu chiusa e si iniziò a costruire la città.
Nel 1851, la capitale fu trasferita qui da Oregon City da William H. Willson e qui rimase, tranne una breve parentesi nel 1855 quando fu trasferita temporaneamente nella città di Corvallis a causa di un incendio che distrusse il primo Campidoglio.
Salem ricevette lo statuto di città nel 1857.
Il secondo Campidoglio fu costruito nel 1876 nello stesso luogo del primo, sullo stile greco classico del Campidoglio di Washington e con una cupola di rame aggiunta nel 1893. Anche questo edificio, però, fu distrutto da un incendio il 25 aprile 1935.
Il terzo e attuale Campidoglio fu costruito nello stesso luogo nel 1938.
Il primo festival delle ciliegie fu tenuto nel 1903, e divenne rapidamente un evento annuale, con parate e elezione della cherry queen ("regina ciliegia"), ma fu abolito dopo la prima guerra mondiale e fu rivitalizzato come Salem Cherryland Festival verso la fine degli anni quaranta.

## Economia
L'economia cittadina è incentrata prima di tutto sul ruolo governativo di Salem, poi sulle comunità agricole circostanti, tanto che è uno dei più importanti centri dell'industria alimentare degli Stati Uniti. Salem è situata lungo il corridoio I-5 e si trova a un'ora di macchina dalla città più grande dello Stato, Portland.
Nello sforzo di diversificare la propria economia, negli anni novanta Salem ha attirato un certo numero di aziende impegnate nella produzione di componenti per computer. Nel novembre 2003 il Sumitomo Mitsubishi Silicon Group, una di queste nuove aziende, chiuse le sue due fabbriche di componenti elettroniche, eliminando 620 posti di lavoro e trasferendo la produzione in altri impianti.
I più importanti datori di lavoro privati sono il Salem Hospital, con più di 2700 posti di lavoro, lo Spirit Mountain Casino a ovest di Salem, il T-Mobile Calling Center, la Norpac Foods Inc. e la Fred G. Meyer Company. Il più importante datore di lavoro pubblico, invece, è il Department of Human Services, che impiega più di 4000 persone.

## Geografia fisica
Secondo lo United States Census Bureau, la città ha una superficie totale di 120,1 km², dei quali 118,4 km² di territorio e 1,6 km² di acque interne (1,35% del totale).

## Società

### Evoluzione demografica
Al censimento del 2018, la popolazione cittadina contava 173 442 persone, con la seguente origine etnica: 83,07% bianchi, 14,59% ispanici, 1,28% neri, 1,51% nativi americani, 2,41% asiatici, 0,47% isolani dell'Oceano Pacifico, 3,36% multirazziali, 7,90% di altra origine.

## Monumenti e luoghi d'interesse

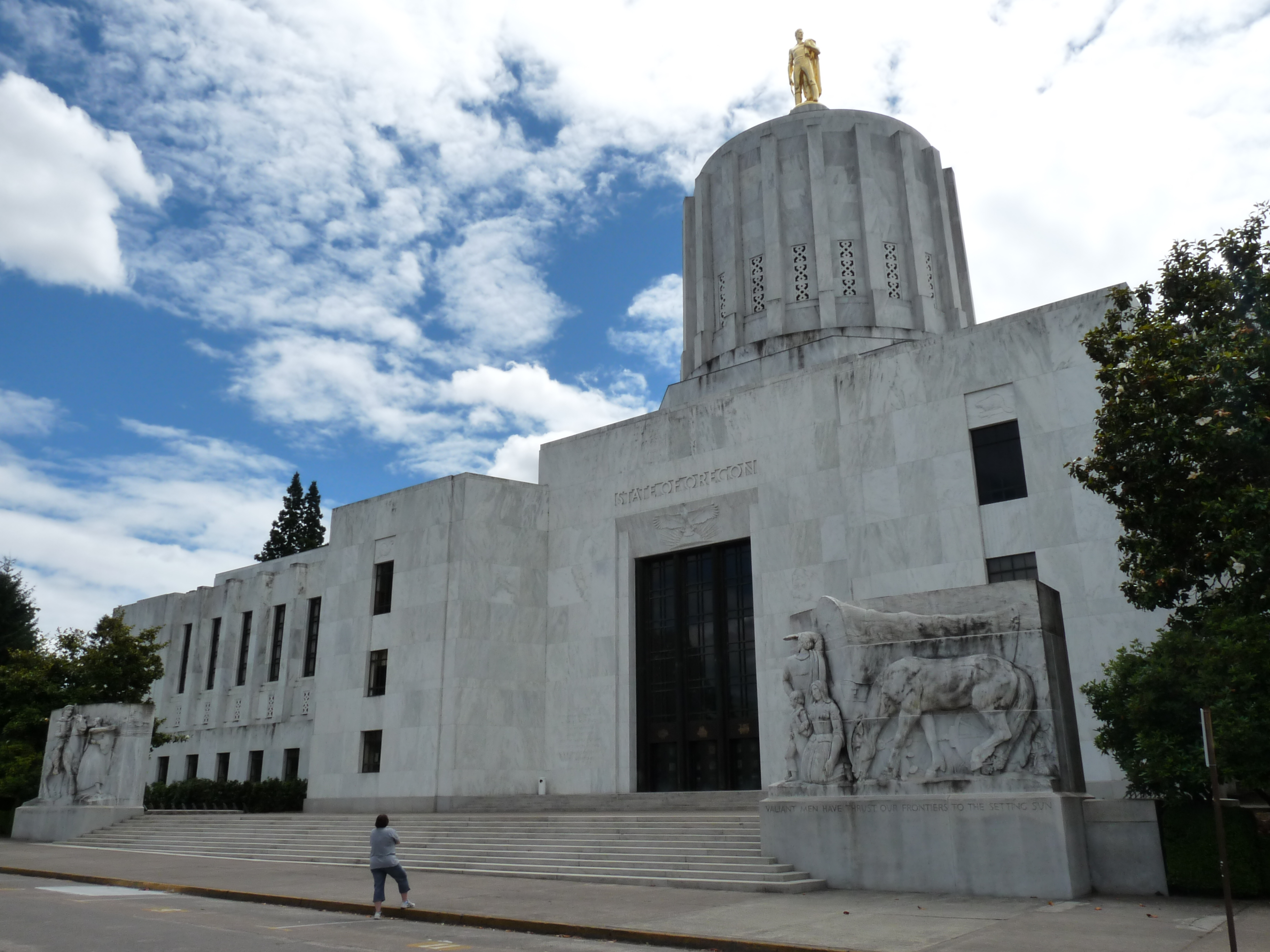
Veduta del Capitol

Oltre al Campidoglio dello Stato, a Salem hanno sede la Willamette University, il Mission Mill Museum e lo storico Elsinore Theatre. L'Ufficio per gli Affari Indiani (BIA) gestisce la Chemawa Indian School, una scuola per nativo-americani vicino a Salem.
Come capitale statale, Salem ha una gran quantità di agenzie, dipartimenti e uffici governativi ospitati in edifici i cui stili architettonici variano dai primi del XX secolo a esempi contemporanei.
Il Bush's Pasture Park è un grande parco cittadino. Sebbene il fiume Willamette scorra lungo il lato occidentale di Salem, il North Santiam River Watershed è la prima fonte di acqua potabile della città. Il Riverfront Park, sulla Commercial Street, si estende lungo il fiume Willamette ed è la sede del Salem Carousel. La AC Gilbert House, situata vicino al Riverfront Park, ha un museo del giocattolo.